# Jania pygmaea
Jania pygmaea J.V. Lamouroux, 1816  é o nome botânico de uma espécie de algas vermelhas pluricelulares do gênero Jania.
- São algas marinhas encontradas na África do Sul e Tanzânia.

## Sinonímia
- Corallina pygmaea (Lamouroux) Kützing, 1858